# 不要怕
不要怕（彝文：ꀋꏦꇊ，音译为“阿杰鲁”）是一首彝族民谣歌曲，2008年由四川凉山州的彝族音乐人莫西子诗（汉名：莫春林）创作，山鹰组合成员瓦其依合演唱并收录于其2010年发行的个人专辑《黑鹰之梦》内。不要怕歌词质朴，旋律动人，反映了彝人的朴实与坚强。2012年“中国好声音”选秀比赛中，参赛选手吉克隽逸在决赛中翻唱了这一首曲目，使这首民歌知名度陡升。